# 북고양(설문) 나들목
북고양(설문) 나들목(N.Goyang(Seolmun) IC)은 경기도 고양시 일산동구 설문동에 설치된 평택파주고속도로의 5번 나들목이다. 2020년 11월 7일에 개통되었다. 공식 명칭은 북고양 나들목이며, 건설 당시부터 가칭으로 사용하던 설문 나들목 명칭은 병기 표기로 (설문)으로 표기하고 있다.

## 연혁
- 2015년 8월 7일 : 서울문산고속도로 신설을 위해 고양시 도시계획시설 교통광장에 일산동구 설문동 일원을 설문 나들목으로 고시[1]
- 2017년 5월 12일 : 2020년 11월 6일까지 서울문산고속도로 신설을 위해 고양시 도시계획시설 교통광장 면적 변경[2]
- 2020년 11월 7일 : 평택파주고속도로 서울 ~ 파주 구간 개통과 함께 북고양(설문) 나들목으로 통행 개시[3]

## 구조물 정보
- 위치 : 경기도 고양시 일산동구 설문동
- 영업소: 경기도 고양시 일산동구 고봉로770번길 82

## 접속하는 도로
- 지방도 제363호선 (고봉로)
- 책향기로